# 黄竜県
黄竜県（こうりゅう-けん）は、中華人民共和国陝西省延安市に位置する県。

## 行政区画
- 鎮:石堡鎮、白馬灘鎮、瓦子街鎮、界頭廟鎮、三岔鎮
- 郷:圪台郷、崾嶮郷